# Piggy (Film)
Piggy ist ein spanisch-französischer Thriller von Carlota Pereda, die damit ihr Regiedebüt feiert. Der Film basiert auf der Geschichte eines gleichnamigen Kurzfilms, der im Jahr 2019 den Goya und Forqué erhalten hat.
Der Film feierte am 24. Januar 2022 auf dem Sundance Film Festival 2022 Premiere. Der Kinostart war am 10. Oktober 2022.

## Handlung
Als die stark übergewichtige Sara in einem kaum besuchten Schwimmbad ins Wasser steigt, beschließen drei junge Frauen, sie zu mobben. Sie beschimpfen sie als „Piggy“ (deutsch „Schweinchen“) und versuchen, sie mit einem Fangkorb einzufangen, wobei sie beinahe ertrinkt. Besonders demütigend wird sie dabei noch gefilmt. Auch eine ehemalige Freundin ist an der Aktion beteiligt. Es gelingt Sara, dem zu entkommen, indem sie wegtaucht. Dabei bemerkt sie nicht die unter Wasser festgebundene Leiche des Bademeisters. Als sie wieder auftaucht, sieht sie gerade noch, wie die Frauen mit ihren Kleidern weglaufen.
Sara ist nun gezwungen, in Badekleidung nach Hause zu laufen. Dabei wird sie von drei Männern mit dem Auto verfolgt, die sie noch zusätzlich ärgern. Sie flieht in einen nicht asphaltierten Nebenweg. Dort findet sie ein Auto, in dem sich mindestens eine ihrer Peinigerinnen mit blutiger Nase befindet. Als sie bemerkt, in was für einer Notlage sich die junge Frau befindet, nässt sie sich ein. Doch statt Hilfe zu holen, winkt sie ihrer ehemaligen Freundin nur zu, worauf der mutmaßliche Serienmörder ihr Kleider in den staubigen Sand wirft und mit der Frau davonfährt.
Die Guardia Civil entdeckt den toten Bademeister im Pool, doch Sara bestreitet, am Pool gewesen zu sein.
Bei einer nächtlichen Aktion nutzt Sara die Handy-Ortung und begegnet so dem Serienmörder, der sie ermahnt, zu schweigen. Die Angehörigen der Opfer finden derweil die Leiche einer Kellnerin. Aufgrund ihres auffälligen Verhaltens wird Sara wieder von der Guardia Civil verhört. Nachts kommt der Serienmörder in Saras Haus und schlägt den Vater und danach die Mutter nieder. Er zerrt Sara in ein verlassenes Lagerhaus, wo sie wenig später zwei der Mädchen gefesselt auffindet. Bei einem intensiven Kampf gelingt es Sara, den Mörder totzubeißen. Sie macht sich schließlich auf den Weg in die Stadt.

## Produktion

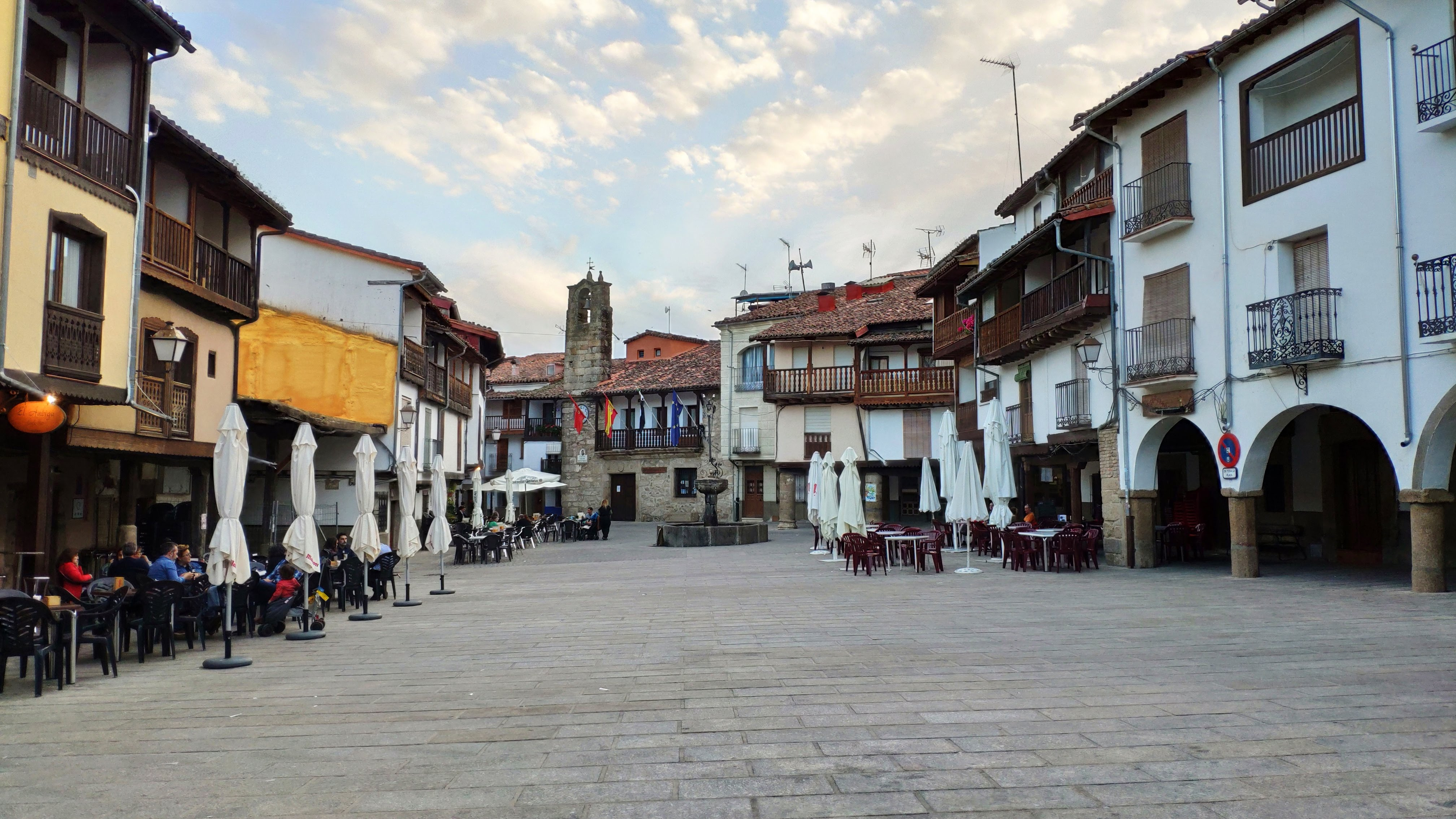
Das Dorf Villanueva de la Vera in Extremadura war Hauptdrehort.

Wie im Kurzfilm ist die Hauptbesetzung gleich geblieben und lediglich um weitere Nebendarsteller erweitert worden. Die Produktion hatte ein Budget von 2,5 Millionen Euro. Sie wurde unter anderem vom Creative Europe MEDIA gefördert.
Die Dreharbeiten begannen im Juni 2021 und endeten im Monat darauf. Gedreht wurde im und um das Dorf Villanueva de la Vera, das sich in Extremadura befindet.

## Kritik
Der Filmdienst lobt: „Der raue Thriller geizt nicht mit Körperflüssigkeiten und extremer Gewalt, verliert dabei aber das moralische Dilemma nicht aus den Augen. Eine verstörende Tour de Force mit einer beeindruckenden Hauptdarstellerin.“

## Auszeichnungen
Fangoria Chainsaw Awards 2023
- Nominierung als Bester internationaler Spielfilm[12]

Goya 2023
- Auszeichnung als Beste Nachwuchsdarstellerin (Laura Galán)[13]